# Venatrix brisbanae
Venatrix brisbanae är en spindelart som först beskrevs av Ludwig Carl Christian Koch 1878.  Venatrix brisbanae ingår i släktet Venatrix och familjen vargspindlar. Inga underarter finns listade i Catalogue of Life.